# Flik 60J
A Fliegerkompanie 60J vagy Jagdflieger-Kompanie 60 (rövidítve Flik 60J, magyarul: 60. vadászrepülő-század) az első világháborús osztrák-magyar légierő egyik kiemelkedően eredményes és híres repülőszázada volt.

## Története
A századot 1917 közepén hozták létre az ausztriai Straßhofban és kiképzése után szeptember 6-án küldték az olasz frontra, ahol a Grigno melletti tábori repülőtéren volt a bázisa. 1918 nyarán a 11. hadsereg kötelékében vett részt a Piave-offenzívában. Október 15-én a Belluno-hadseregcsoport vette át az egységet, ezután Santa Giustinából és Feltréből indult bevetésekre.
A háború után a teljes osztrák légierővel együtt felszámolták.

## Századparancsnokok
- Frank Linke-Crawford főhadnagy
- Karl Tilscher főhadnagy

## Ászpilóták
| Név                  | Elért légi győzelmek a században |
| -------------------- | -------------------------------- |
| Frank Linke-Crawford | 9                                |
| Kurt Gruber          | 6                                |
| Alois Rodlauer       | 3                                |
| Karl Teichmann       | 1                                |
| Összesen:            | 19 igazolt légi győzelem         |

## Századjelzés
A 11. hadsereg kötelékében a század repülőgépeire a pilótafülke mögé széles piros törzsgyűrűt festettek fel, amiben fehér keretes piros betűvel jelölték az egyes gépeket. Az egység leadott gépeit a Flik 9 és a Flik 14 kapta meg és a jelzést sokszor nem változtatták meg.  

## Repülőgépek
A század pilótái a következő gépeket repülték: 
- Aviatik D.I
- Phönix D.I
- Phönix D.II
- Hansa-Brandenburg D.I